# Tony Teixeira

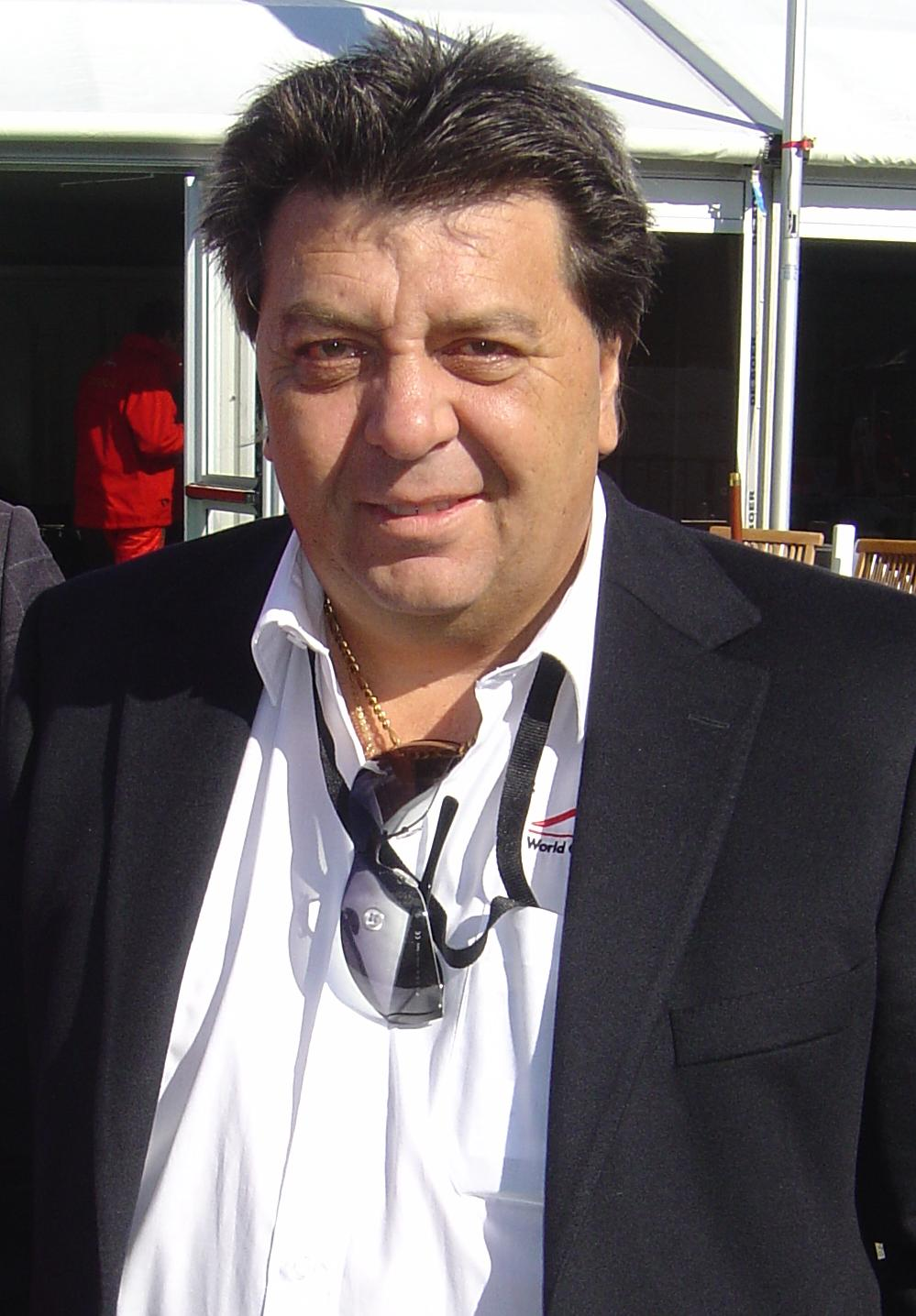
Tony Teixeira (2007)

Antonio Carlos Guedes „Tony“ Teixeira (* 19?? in Portugal) ist ein südafrikanischer Geschäftsmann und ehemaliger Motorsportfunktionär.

## Karriere
Teixeira war von Mai 2001 bis Juli 2006 Geschäftsführer (CEO) des Unternehmens DiamondWorks Ltd. (im Mai/Juni 2004 in „Energem Resources Inc.“ umbenannt), das Bodenschätze – vorwiegend Öl und Diamanten – in zehn afrikanischen Staaten sowie China förderte und handelte, und war in der Folge bis zur Insolvenz des Unternehmens Ende 2010/Anfang 2011 stellvertretender Vorstandsvorsitzender.
Im Januar 2000 wurde Teixeira vom damaligen Afrikabeauftragten des britischen Außenministeriums, Peter Hain, beschuldigt, Dieselkraftstoff an UNITA-Rebellen in Angola geliefert zu haben, was einen Verstoß gegen UN-Sanktionen bedeutet hätte. Teixeira bestritt dies vehement und erklärte, es könne sich nur um eine Verwechslung handeln.

## A1GP
Teixeira war von Mitte 2006 bis zu deren Ende Anfang 2010 Vorsitzender der A1GP-Serie. Er fungierte zuvor ab 2004 als stellvertretender Vorsitzender neben Scheich Maktum Hascher Maktum Al Maktum und gilt als Mitbegründer der Rennserie. Als sein größtes Verdienst wurde lange Zeit die Verpflichtung Ferraris als Motorenlieferant ab der Saison 2008/2009 angesehen.

## Formel-1-Pläne
Tony Teixeira äußerte immer wieder Interesse an einem Einstieg in die Formel 1. Zunächst zog er Ende 2007 den Kauf von Spyker oder Toro Rosso in Betracht, diese Pläne scheiterten laut eigener Aussage jedoch am von 2010 an geltenden Verbot von sogenannten Kundenautos. Im Februar 2009 wurde ein anderes Szenario bekannt, wonach Teixeira mit Hilfe von portugiesischen Regierungsgeldern ein eigenes F1-Team aufbauen könnte. Als Basis könnte ein Gelände nahe dem Autódromo Internacional do Algarve dienen und als Auto-Konstrukteure könnte das Team zum Einsatz kommen, das bereits den aktuellen A1GP-Boliden entworfen und gebaut hat. Außerdem ließ Teixeira ein zwischenzeitliches Interesse an einer Übernahme des Honda-Racing-F1-Teams verlautbaren. Ende Januar 2010 bestätigte er diverse Berichte, nach denen er beim neuen Rennstall Campos Grand Prix als Geldgeber – zum Beispiel in Form einer Teilhaberschaft – fungieren könnte. Diese Ambitionen zerschlugen sich allerdings in der Folge.
Das erklärte Ziel seiner Bemühungen war jeweils, den aktuellen A1GP-Meistern die Gelegenheit zu geben, sich in der Formel 1 zu beweisen.